# Урочище Великий Довжок
Урочище «Великий довжок» — ландшафтний заказник місцевого значення. Оголошений відповідно до рішення 34 сесії Вінницької обласної ради 5 скликання від 25.10.2010 р. № 1138. Розташований на східній околиці с. Соболівка Гайсинського району Вінницької області, перебуває у віданні ВОКСЛП «Віноблагроліс». Площа 75,9 га.
Перша згадка про урочище Довжок (Должок) належить до 1645 р. Охороняється ділянка природного лісу, де переважають дубово-грабові насадження.

## Галерея

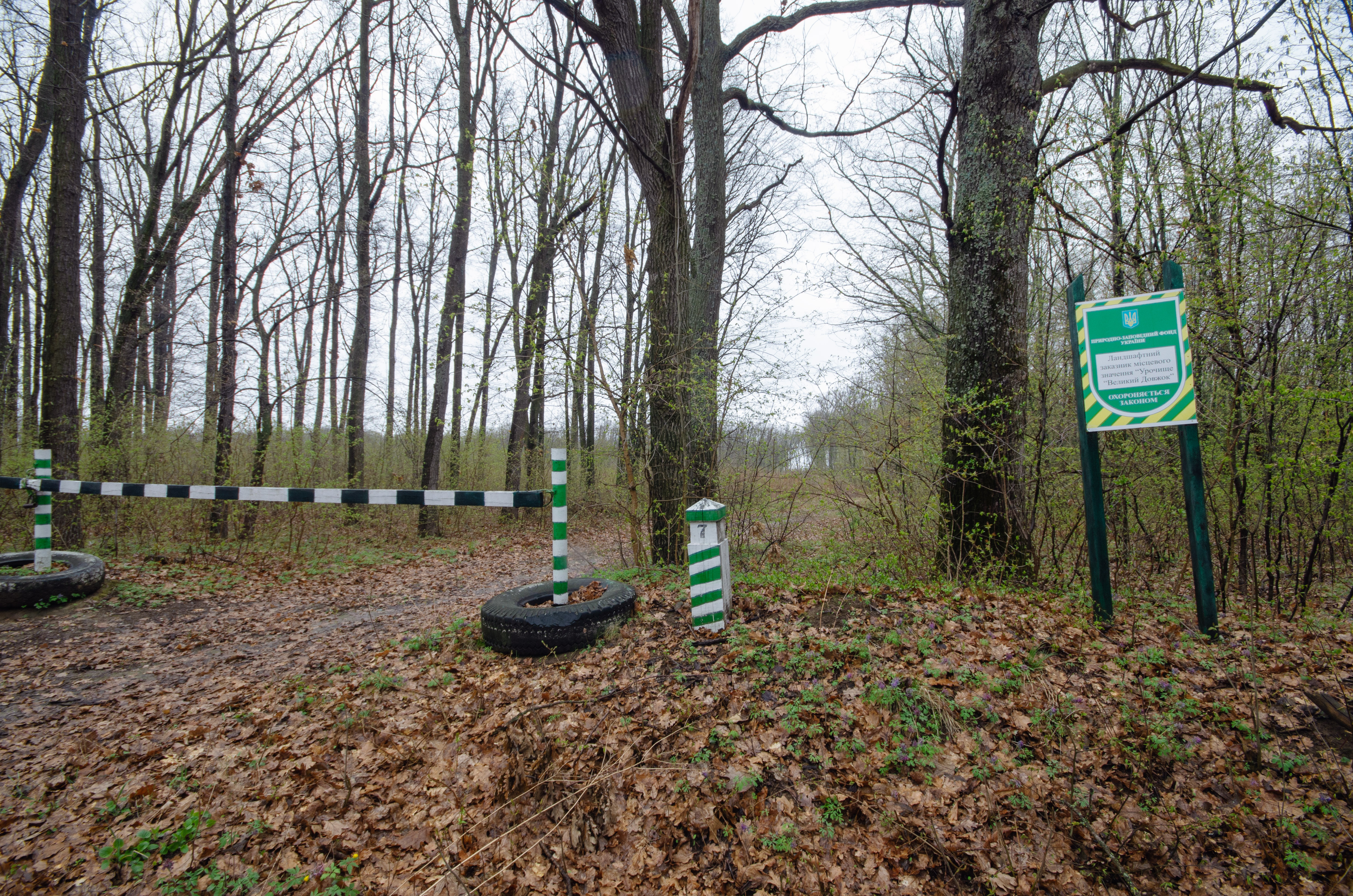
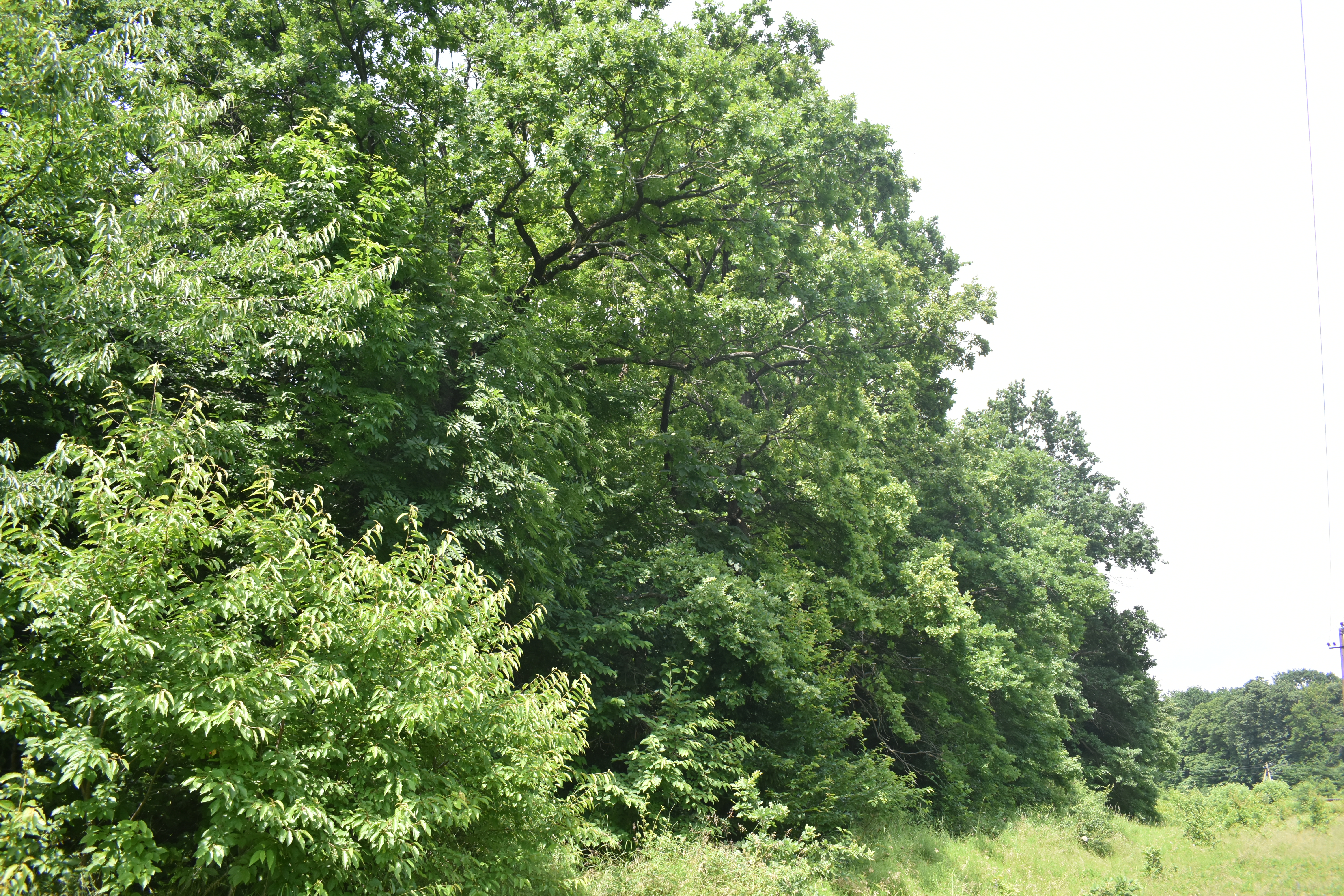
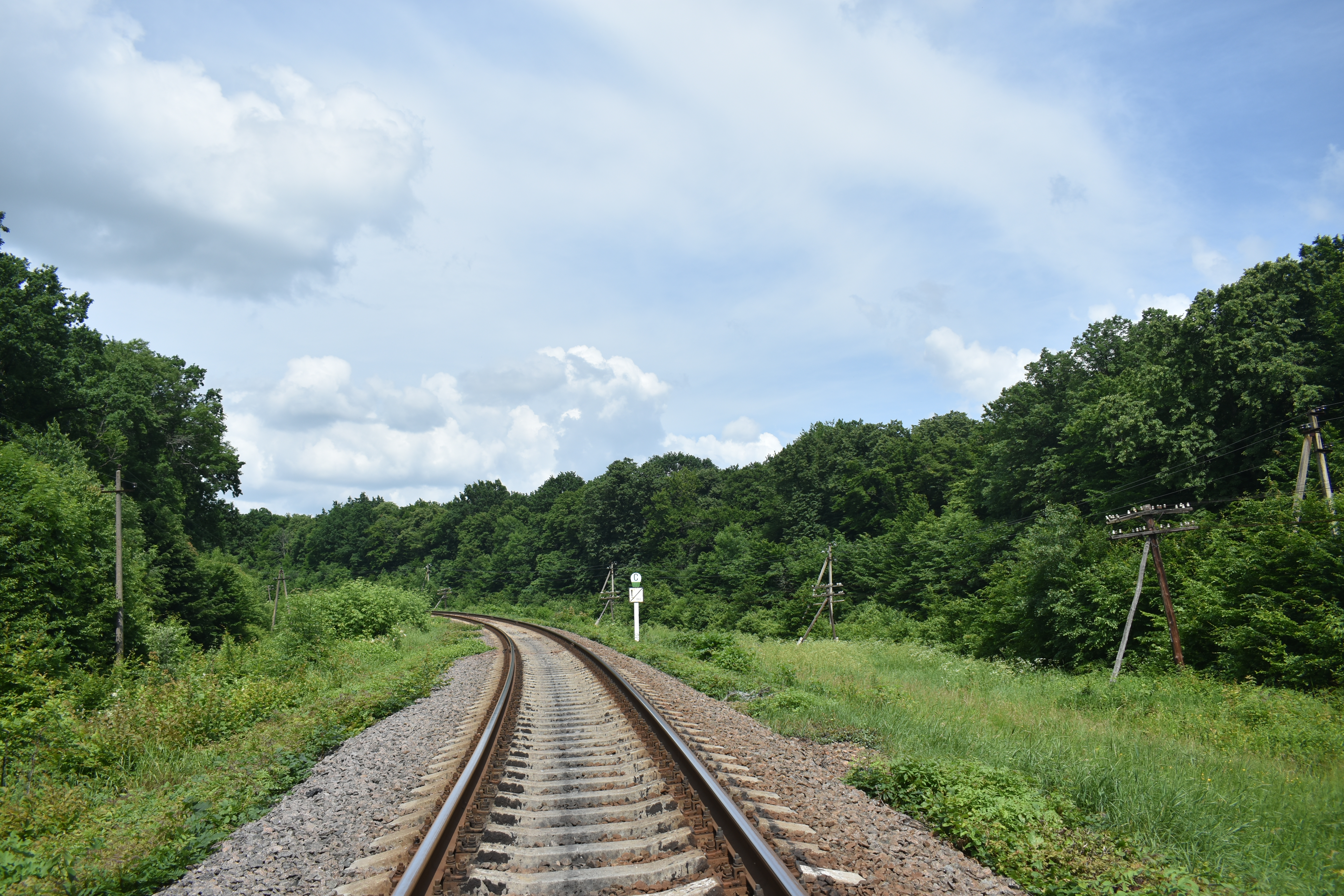
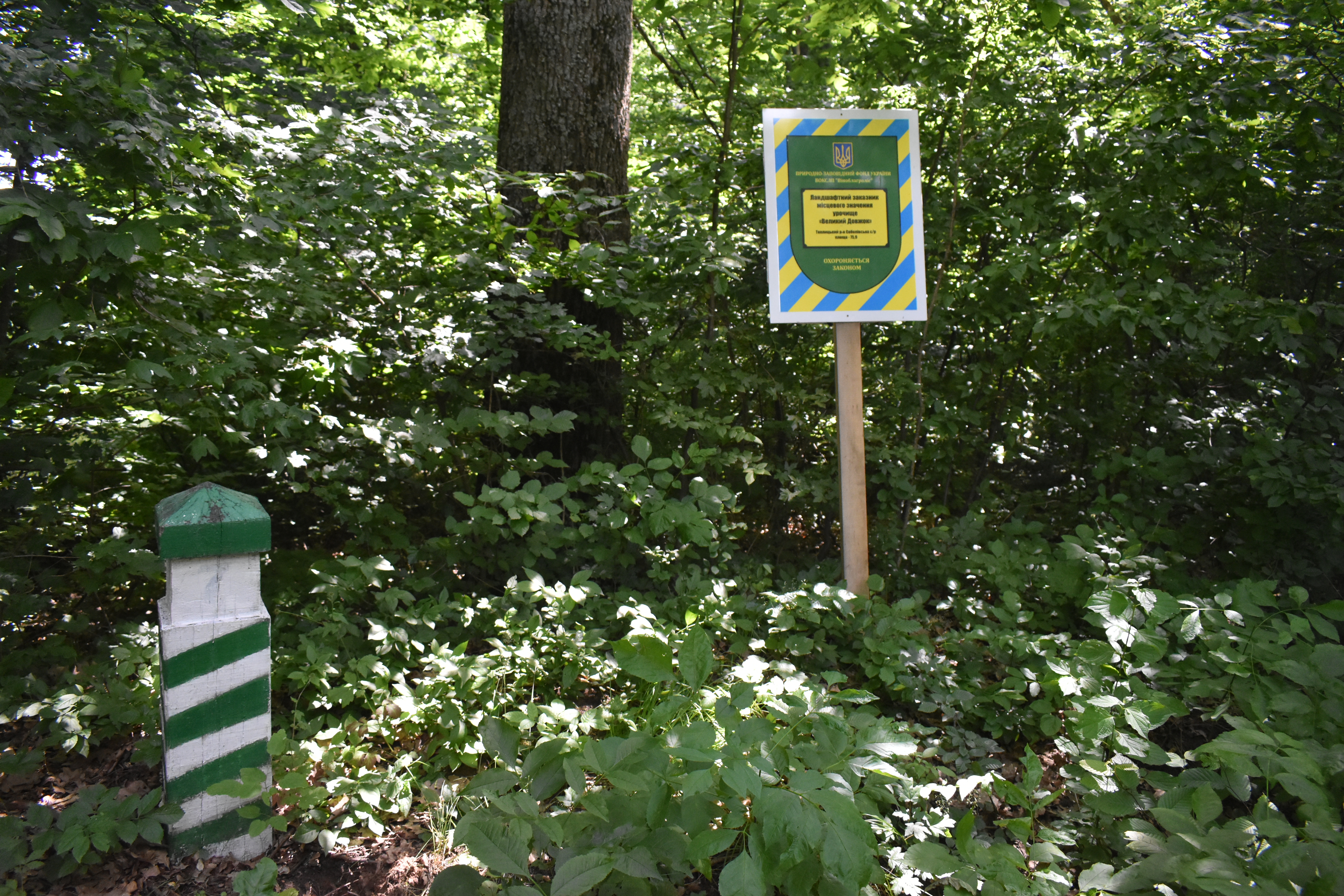
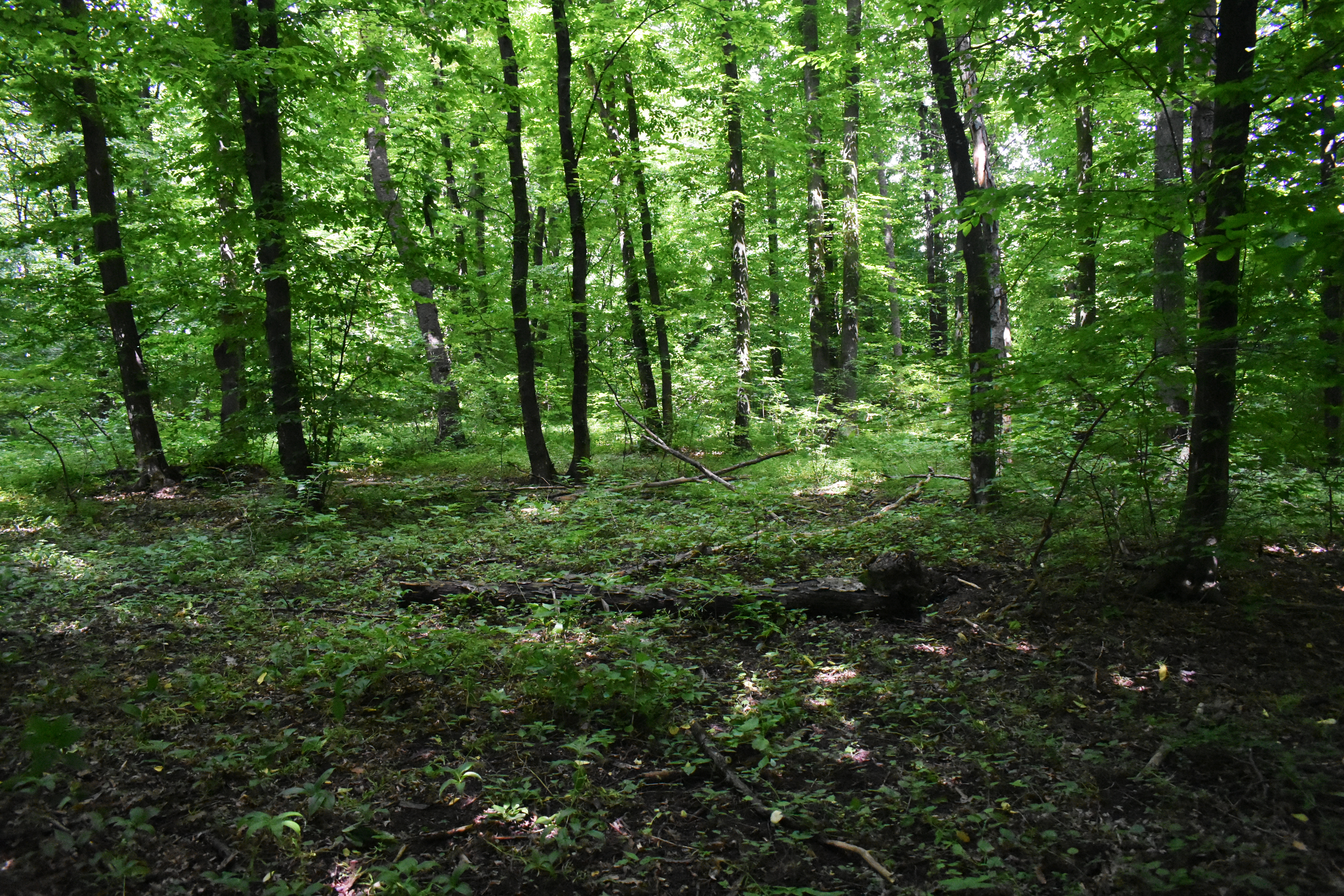